# Erik Blomqvist (lekkoatleta)
Erik Berthild Ruben "Blomman" Blomqvist (ur. 4 listopada 1896 w Sztokholmie, zm. 14 stycznia 1967) – szwedzki lekkoatleta.

## Kariera
W ramach Letnich Igrzysk Olimpijskich 1920 brał udział w konkursie pchnięcia kulą, w którym zajął 16. miejsce w grupie eliminacyjnej i nie awansował do finału oraz w konkursie rzutu oszczepem, który ukończył na 8. miejscu.